# 大家族ドラマ 嫁の出る幕
『大家族ドラマ 嫁の出る幕』（だいかぞくどらま よめのでるまく）は、1994年7月14日より9月22日まで毎週木曜日21:00 - 21:54に、テレビ朝日系列の「木曜ドラマ」枠で放送されていた日本のテレビドラマ。主演は沢口靖子。

## キャスト
中川家
- 中川悦子（山の手育ちのお嬢さま） - 沢口靖子
- 中川雄一（悦子の夫・10人兄弟の長男） - 布施博
- 中川マキ - 千堂あきほ
- 中川浩二 - 葛山信吾
- 中川勝 - 金子賢
- 中川ルミ - 菅野美穂
- 中川信子 - 遠野凪子
- 中川とき江 - 菅井きん
- 中川重次（父） - 橋爪功

その他
- 木原進 - 布川敏和
- 「ゆめ屋」の美那ちゃん - 川島なお美
- 近藤社長 - 下條正巳
- 大沢知子 - 高林由紀子
- 大沢達也 - 高島忠夫

## スタッフ
- 脚本 - 布勢博一
- 音楽 - 渡辺博也
- 演出 - 国本雅広、今井和久、阿部雄一
- 主題歌 - 千堂あきほ「切ない勇気」
- 挿入歌 - 伊勢正三「ささやかなこの人生'94」
- プロデュース - 五十嵐文郎、東城祐司、塚本連平
- 制作 - テレビ朝日、MMJ

## 放送日程
| 話数   | 放送日  | サブタイトル             | 演出     |
| ------ | ------- | ------------------------ | -------- |
| 第1話  | 7月14日 | 同居はイヤ               | 国本雅広 |
| 第2話  | 7月21日 | 10人兄弟の涙             | 国本雅広 |
| 第3話  | 7月28日 | 嫁イビリ攻撃             | 今井和久 |
| 第4話  | 8月04日 | 姑の同居作戦             | 阿部雄一 |
| 第5話  | 8月11日 | 車イスの婚約者           | 国本雅広 |
| 第6話  | 8月18日 | 嫁姑イジワル対決         | 今井和久 |
| 第7話  | 8月25日 | 車椅子の結婚式!          | 阿部雄一 |
| 第8話  | 9月01日 | 温泉旅行、嫁姑風呂の仲   | 国本雅広 |
| 第9話  | 9月08日 | ラブホテルで夫婦ゲンカ!? | 阿部雄一 |
| 第10話 | 9月15日 | ダブル離婚の危機         |          |
| 最終話 | 9月22日 | 居残り嫁の姑イビリ!?     |          |

| テレビ朝日系列 木曜ドラマ                 | テレビ朝日系列 木曜ドラマ                           | テレビ朝日系列 木曜ドラマ                                |
| 前番組                                    | 番組名                                              | 次番組                                                   |
| ----------------------------------------- | --------------------------------------------------- | -------------------------------------------------------- |
| 彼と彼女の事情 （1994年4月14日 - 7月7日） | 大家族ドラマ 嫁の出る幕 （1994年7月14日 - 9月22日） | ママのベッドへいらっしゃい （1994年10月13日 - 12月15日） |